# Тонколистник
Тонколистник (Leptobryum) — рід мохів родини Bryaceae.
Рід має космополітичне поширення.
Види:
- Leptobryum acutum (Hedw.) Gugelb.
- Leptobryum patagonicum Broth.
- Leptobryum pyriforme (Hedw.) Wilson